# Carl Weiß (Politiker)
Carl Wilhelm Weiß (* 20. Oktober 1786 auf Domäne Schafhof bei Ziegenhain; † 24. März 1863 in Kassel) war ein deutscher Gutsbesitzer, Gutspächter und Politiker.

## Leben
Weiß war der Sohn von Adam Christoph Donamar Weiß (* 21. August 1748 in Sipperhausen; † 11. Juli 1801 in Alt-Wildungen). Der Vater war landgräflich hessen-kasselischer Amtsrat, bis 1791 in Ziegenhain und von 1791 bis 1801 Pächter der Herrschaftlichen Meierei Alt-Wildungen. Die Mutter war Beata Elisabeth geborene Rausch (* 15. Mai 1759 in Waldkappel; † 31. Dezember 1842 in Kassel), die Tochter des Pfarrers Johann Berend (genannt Bernhard) Rausch (* 9. September 1720 in Spangenberg; † 17. April 1784 in Ziegenhain) und der Juliane (genannt Julie) Catharina Burghard (Burckhardt) (* 23. April 1731 in Spangenberg; † 7. Juli 1801 in Großalmerode).
Er war evangelisch-reformiert und heiratete am 30. Mai 1813 in Wabern Henriette Amalie Thielepape (* 27. Dezember 1794 in Wabern; † 30. Oktober 1868 in Kassel), die Tochter des Postmeisters Johann Werner Thielepape und dessen Ehefrau Anna Catharina geborene Vollmar.
Weiß lebte auf Goddelsheim (ehemals von Gaugrebensches Gut). Er war spätestens seit 1813 Zeitpächter der Meierei Alt-Wildungen und Gasthalter in Alt-Wildungen und ab 1816 auch Erbpächter des Kronguts Giflitz. Seinen Wohnsitz hatte er in Alt-Wildungen und Giflitz. 1839 verkaufte er das Rittergut (Gaugrebensches Gut) in Goddelsheim und zog nach Kassel, wo er 1863 als Particulier bezeichnet wurde.
(1817, 1837) war er Fürstlich Waldeckischer Amtmann, später Amtsrat, 1863 wurde er als Titular-Amtmann bezeichnet.
Mit dem landtagsfähigen Rittergut Goddelsheim verbunden war die waldeckische Landstandschaft. Er war daher vom 21. Mai 1825 bis (Spätsommer) 1839 Mitglied des Landstandes des Fürstentums Waldeck.